# Memorial de Santa Helena

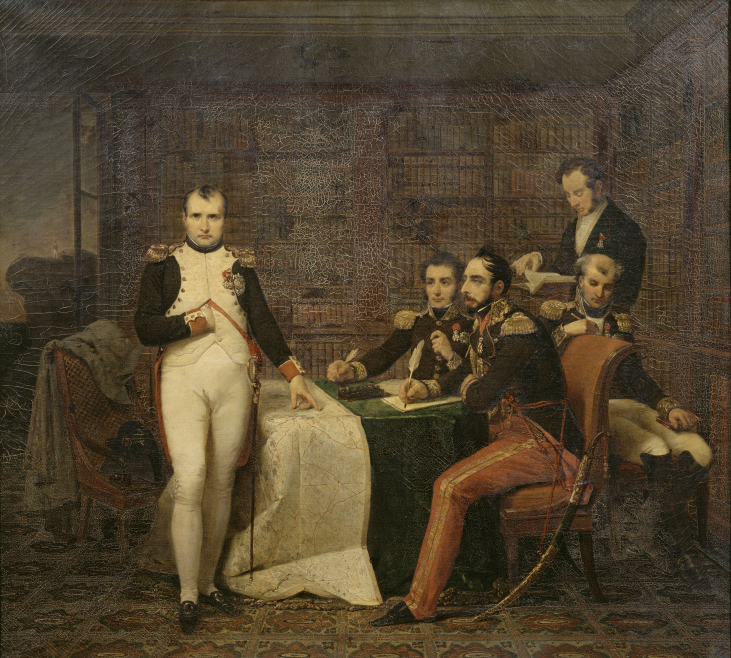
Napoleó I dictant les seves memòries als generals Montholon i Gourgaud en presència d'Henri Gatien Bertrand i del comte de Las Cases, musée napoléonien de l'île d'Aix.

El memorial de l'Illa de Santa Helena, en francès: Le Mémorial de Sainte-Hélène és un escrit fet per Emmanuel de Las Cases on ell recull les memòries de Napoleó I durant l'exili d'aquest a l'Illa de Santa Helena. L'escrit s'inicia el 20 de juny de 1815, l'endemà de la batalla de Waterloo.
Contràriament a una idea molt estesa, Napoleó no va dictar aquest text i Las Cases sempre n'assumí la paternitat íntegra.
L'obra conté essencialment les reflexions de Napoleó sobre la seva jovenesa, el recompte de les seves campanyes així com les vicissituds del seu captiveri a Santa Helena. Especialment, Las Cases és particularment crític amb la política del governador de Santa Helena Hudson Lowe, per la qual cosa aquest manuscrit va ser confiscat per les autoritats britàniques quan Les Cases va sortir de Santa Helena a finals de l'any 1816. Només li va ser restuït després de la mort de Napoleó en 1821.

## Contingut polític delMémorial
El Mémorial de Sainte-Hélène posa les bases del bonapartisme. La seva publicació el 1823 va treure el moviment bonapartista del liberalisme.
Els escrits del futur Napoleó III reprendran escupulosament el missatge polític del Mémorial.
En el memorial Napoleó I es veu com un hereu de la Revolució francesa i s'atribueix el mèrit de conservar-ne la part positiva. Així critica personatges com Robespierre, culpable per no haver estat capaç de completar la revolució. Napoleó no pretén continuar la Revolució i es felicita d'haver-la acabat, però conservant-ne les seves conquestes socials i polítiques. Napoleó no pretén glorificar la revolució i rebutja els mètodes terroristes dels revolucionaris.
Napoleó presenta el Codi napoleònic com el fonament de les llibertats futures, la llibertat individual com el fonament de les llibertats polítiques a esdevenir. El seu discurs és liberal i vehicula la llegenda napoleònica per a tenir una gran audiència.

## Èxit editorial delMémorial
Hi va haver-ne nombroses edicions aldecurs del segle XIX: 1822-1823 (edició original), 1824 (amb correccions), 1828 (nous títols), 1830-1831 (edició revisada), 1842 (edició revisada i augmentada), etc.